# Suore dell'Alleanza
Le Suore dell'Alleanza (in francese Sœurs de l'Alliance) sono un istituto religioso femminile di diritto pontificio.

## Storia
L'istituto è sorto dall'unione di sette congregazioni più antiche; è stato istituito con il decreto della Congregazione per gli istituti di vita consacrata e le società di vita apostolica del 2 novembre 2002. Le sette congregazioni fondatrici sono state:
- le Suore di Nostra Signora Ausiliatrice, di Montpellier, fondate l'8 aprile 1845 da André Soulas e Virginie Montagnol de Cazilhac (di diritto pontificio dal 25 giugno 1870);[2]
- le Suore di Nostra Signora della Compassione, di Villersexel, sorte per iniziativa di Claude Lambelot e fondate a Le Bélieu nel 1809 da Marie-Agnès Pagnot (costituzioni approvate da Césaire Mathieu, arcivescovo di Besançon, il 27 agosto 1841);[3]
- le Suore di Nostra Signora del Feudo, di Cassel, derivate dalle suore nere dell'ospedale di Bailleul, aperto nel 1274[4]
- le Suore infermiere dell'Immacolata Concezione, di Chambéry, fondate de Gabriel Muffat-Jeandet e da Anne Nicoud, approvate il 13 novembre 1860;[5]
- le Suore della Presentazione di Maria, di Châtel, fondate ad Arinthod da Marie-Joseph-Felix Perray il 21 ottobre 1829, approvate dal vescovo di Saint-Claude nel 1893;[6]
- le Suore della Santa Infanzia di Maria, fondate il 1º novembre 1823 a Dommartin-la-Chaussée da Claude Daunot, approvate da Charles de Forbin-Janson, vescovo di Nancy, l'8 dicembre 1827;[7]
- le Suore di San Rocco, di Viviers, fondate il 7 agosto 1859 ad Antraigues-sur-Volane da Laurent Froment e Lucie Grange.[8]

## Attività e diffusione
Le suore si dedicano a varie forme di apostolato.
Oltre che in Francia, sono presenti in Belgio e Italia; la sede generalizia è a Besançon.
Alla fine del 2015 l'istituto contava 227 religiose in 31 case.